# Electric Avenue

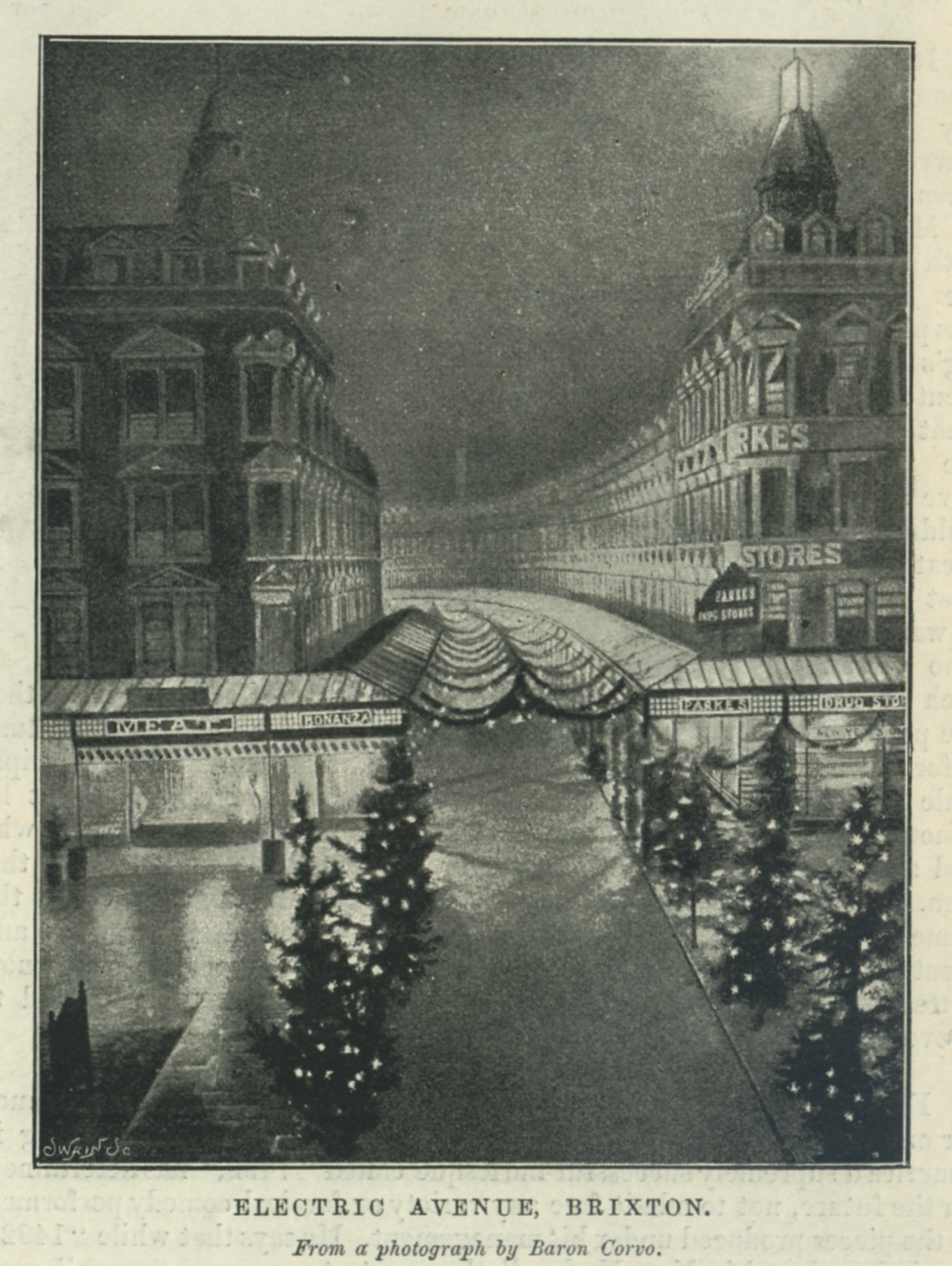
Electric Avenue en 1895

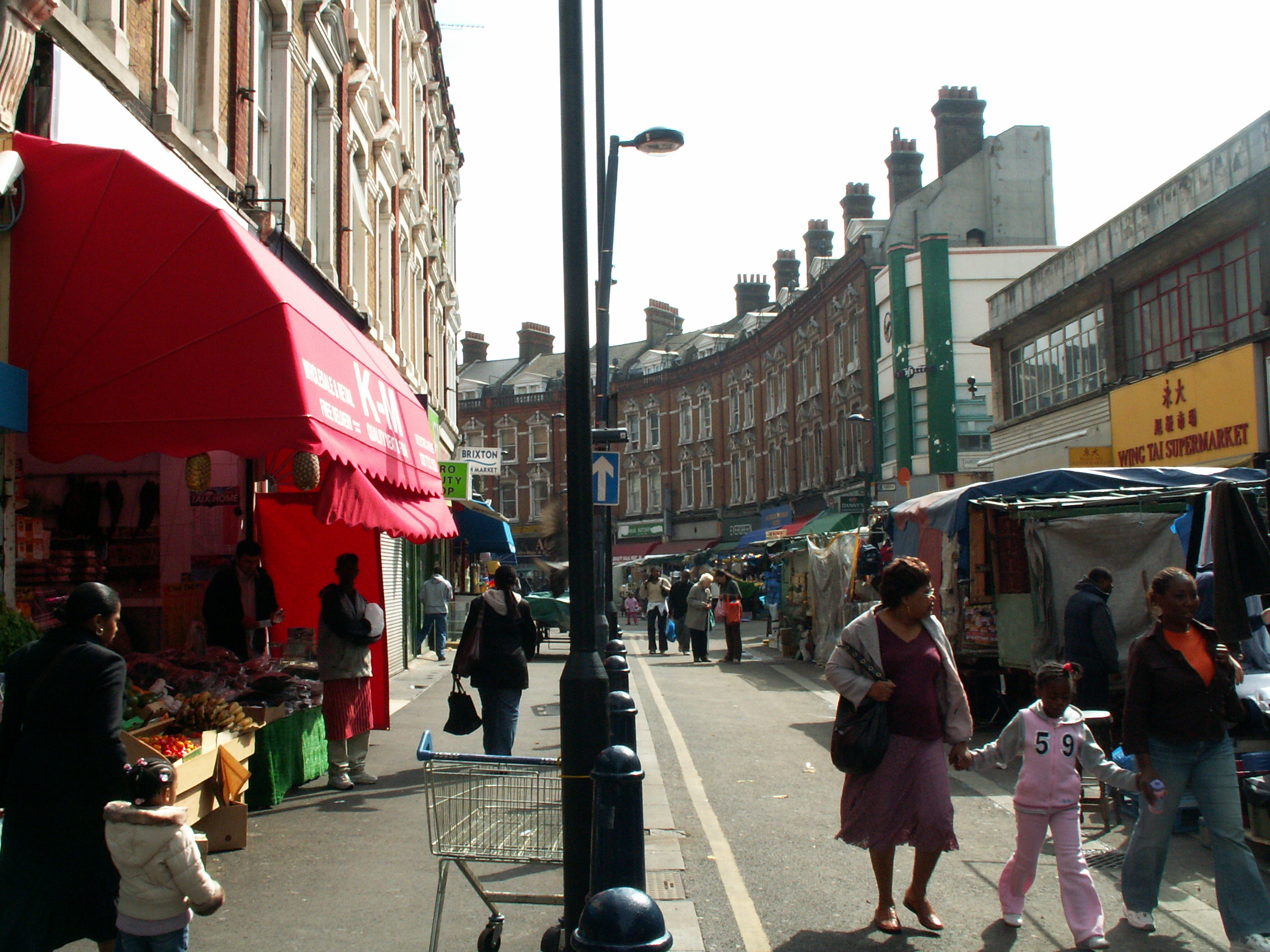
El Mercado Brixton (Brixton Market) en Electric Avenue

Electric Avenue es una calle de Brixton, Londres. Construida en la década de 1880, fue la primera calle del mercado iluminada con luces eléctricas. Hoy en día, la calle contiene varias carnicerías y pescaderías, y alberga una parte del Mercado de Brixton (Brixton Market), que se especializa en vender una mezcla de productos africanos, caribeños, sudamericanos y asiáticos. Se encuentra a la vuelta de la esquina de la estación de metro Brixton. Los elegantes toldos victorianos sobre las aceras sobrevivieron hasta la década de 1980.

## Historia
La calle dio su nombre al sencillo de 1983 de Eddy Grant, "Electric Avenue", que alcanzó el puesto número 2 en las listas de sencillos del Reino Unido y Estados Unidos. La canción se inspiró en el Disturbio de Brixton de 1981.
El 17 de abril de 1999, el atacante neonazi David Copeland colocó una bomba de clavos afuera de un supermercado en Brixton Road con la intención de iniciar una guerra racial en Gran Bretaña. Un comerciante del mercado sospecho de las intenciones de David Copeland y movió la bomba a la vuelta de la esquina a un área menos concurrida en Electric Avenue. La bomba estalló, hiriendo a 39 personas.